# Ноуата (окръг, Оклахома)
Окръг Ноуата (на английски: Nowata County) е окръг в щата Оклахома, Съединени американски щати. Площта му е 1505 km², а населението – 10 569 души (2000). Административен център е град Ноуата.